# Isao Iwabuchi
Isao Iwabuchi (Tochigi, 17. studenog 1933. – 16. travnja 2003.) japanski je nogometaš.

## Klupska karijera
Igrao je za Keio BRB.

## Reprezentativna karijera
Za japansku reprezentaciju igrao je od 1955. do 1958. godine. Odigrao je 8 utakmice postigavši 2 pogotka.
S japanskom reprezentacijom Isao Iwabuchi je igrao na Olimpijskim igrama 1956.

## Statistika
| Japan  | Japan | Japan |
| Godina | Nast. | Gol.  |
| ------ | ----- | ----- |
| 1955.  | 3     | 1     |
| 1956.  | 3     | 1     |
| 1957.  | 0     | 0     |
| 1958.  | 2     | 0     |
| Ukupno | 8     | 2     |

## Vanjske poveznice
- National Football Teams
- Japan National Football Team Database